# 契
契（？—？），子姓，名契，帝嚳之子，唐堯的異母弟，生母為簡狄，商高祖乙的祖先，也稱閼伯。商代的祖先，傳說是舜的臣子。

## 生平

### 誕生
有娀氏佚女有兩個女兒，大女兒為簡狄，小女兒為建疵，兩人都長的非常得美麗動人。同時也住在九重高的瑤臺上，每到進餐時，就有人在旁邊敲鼓作樂。
有一天，帝嚳打發一隻燕子去看她們，燕子飛到她們的面前回旋著，嗌嗌地鳴叫著，一時惹動了她們的歡喜，她們都爭著去捕捉這隻飛鳴的燕子，終於燕子被蓋在了玉筐裡面。過一會兒，打開玉筐一看，燕子從筐裡逃出來，向北飛離，不再飛回，卻留下兩顆鳥蛋。簡狄和建疵失望的歌唱著說：「燕燕于飛！燕燕于飛！」據說這就是北方最初的樂歌。至於燕子遺留的那兩顆蛋，據說被簡狄吃掉，不久懷孕生下契。
另一種說法是：簡狄和兩位婦人在河裡洗澡，看到燕子從天空墮下一顆彩蛋，簡狄把這顆蛋含在口中，一不小心卻吞下了肚，後來就懷孕生下契。

### 協助大禹
虞舜二十年，虞舜指派司徒禹去處理洪水，另外契、后稷協助禹。十三年後，他們處理好洪水之後，契被虞舜封於商（今陕西商洛市商山所在），同時擔任為司徒（主要掌管土地、人民的官）。不久開始治理商。後來契去世後，由其子昭明接下去治理商。

## 影響

### 火神
據史料記載，五帝之一的帝嚳（高辛氏）把兒子契封於商丘，任火正（管火的官），觀察和祭祀火星，死後葬於觀星台上，後人稱其為閼伯，被尊稱為火正始祖。阏伯被認為是華夏民族最早保存火種的地方，也稱火神台。在每年農曆正月初七（閼伯的誕辰之日），人們都要來這裡祭祀朝拜火神，祭祀活動莊嚴而隆重，久而久之形成規模龐大的古廟會。火神祭祀作為民間信仰活動，經歷幾千年的沿襲變革，逐漸演變為物資交流和文化活動的盛會，在一定程度上促進了商業的繁榮好民間文化的進步和傳承。
- 黃帝的曾孫帝嚳時代有火官（掌祭火星、行火政之官）名祝融，帝堯時有火官名阏伯，因百姓感念他們的德行，奉祀他們為火的祖神，配祀火星。

《漢書·五行志》：「帝嚳則有祝融，堯時有阏伯，民賴其德，以為火祖，配祭火星。」
- 帝堯（陶唐氏）時負責觀測大火星的天文官—阏伯，宋代封之為宣明王。傳說阏伯是帝嚳的兒子，是商朝的始祖，住在商丘，奉祀大火之星，後世祭大火，因以其為配。

《宋史·禮志六》：「乾道五年，太常少卿林栗等言：『本寺已擇九月十四日，依旨設位，望祭應天府大火，以商丘宣明王配。二十一日內火，祀大辰，以閼伯配。大辰即大火，閼伯即商丘宣明王也。緣國朝以宋建號，以火紀德，推原發祥之所自，崇建商丘之祠，府曰應天，廟曰光德，加封王爵，錫謚宣明，所以追嚴者備矣。今有司旬日之間舉行二祭，一稱其號，一斥其名，義所未安。乞自今祀熒惑、大辰，其配位稱閼伯，祝文、位版並依應天府大火禮例，改稱宣明王，以稱國家崇奉火正之意。』」

## 資料來源
- 《史記·殷本紀》
- 蔡哲茂：〈契生昭明辨 （页面存档备份，存于）〉。
- 泉源出版社編輯部編譯，《中國古代神話》

| 前任： 無 | 先商君主 虞舜三十三年－？ | 繼任： 子昭明 |